# Mycerinopsis excavata
Mycerinopsis excavata är en skalbaggsart som beskrevs av Stefan von Breuning 1948. Mycerinopsis excavata ingår i släktet Mycerinopsis och familjen långhorningar. Inga underarter finns listade i Catalogue of Life.